# Thomas Waldner (Journalist)
Thomas Waldner (* 14. April 1971 in Kiel) ist ein deutscher Journalist und Kommunikationsberater.

## Leben und Wirken
Waldner studierte Politikwissenschaft an der Christian-Albrechts-Universität in Kiel. Daneben arbeitete er von 1992 bis 1999 als Journalist beim Norddeutschen Rundfunk. Von 2000 bis 2008 war er Mitarbeiter des ZDF in Mainz und war dort am Aufbau der Neuen Medien (zdf.msnbc; heute.de; zdf.de; tivi.de) beteiligt. Für seine Berichterstattung zu den US-Wahlen 2000 erhielt er 2001 den Ersten Preis beim Radio-, TV- und Neue-Medien-Preis in der Kategorie Neue Medien. Für sein ZDF-Parlameter auf heute.de (in Zusammenarbeit mit Imke Pässler-Strauß und Matthias Schöberl) wurde er 2009 mit einem Preis des Art Director Club und dem Grimme Online Award ausgezeichnet. Von 2009 bis 2014 leitete Waldner den Geschäftsbereich Kommunikation der Industrie- und Handelskammer zu Lübeck. Seit 2015 ist er Inhaber und Geschäftsführer eines Unternehmens für crossmediale Kommunikation.

## Weblink
- twkom: Team